# Moralismus
Moralismus (von lat. moralis – sittlich) bezeichnet eine Haltung, die die Moral als verbindliche Grundlage des zwischenmenschlichen Verhaltens anerkennt. Andererseits bezeichnet sie laut dem Duden „eine übertreibende Beurteilung der Moral als alleiniger Maßstab für das zwischenmenschliche Verhalten“.

## Verwendung des Begriffes
Als Begriff der Literatur-, Kultur- und Philosophiegeschichte kann sich Moralismus auch auf die „französischen Moralisten“ des 17. bis frühen 19. Jahrhunderts beziehen, die sowohl aufklärungskritische als auch scholastik- und rationalismuskritische Positionen vertreten haben.
Wenn der Vorwurf des „Moralismus“ im Kontext philosophischer Debatten auftritt, dann meist, weil eine bestimmte allgemeine ethische Theorie oder eine konkrete ethische Urteilsfindung als  Überforderung des Handlungssubjekts erscheint oder als zu weitgehende Forderung gegenüber unseren Intuitionen oder dem, was eine konkurrierend ins Feld geführte alternative ethische Theorie als moralisch zwingend erachten würde.
So wird beispielsweise hin und wieder vorgebracht, Immanuel Kants praktische Philosophie, oder überhaupt Deontologische Ethiken könnten grundsätzlich nicht konkreten Umständen gerecht werden, die mit den spezifischen Kapazitäten eines Akteurs oder seines Kontextes verbunden sind. Beispielsweise würde Kant gegen den Grundsatz „Sollen setzt Können voraus“ verstoßen, da er auch dann moralische Ansprüche für gegeben halte, wenn diese (aus kontingenten Gründen) nicht erfüllt werden können. Für alternative ethische Theorien vgl. die Hauptartikel Moral und Ethik. Metaethische Antirealisten tendieren prinzipiell dazu, jede Rede von normativen Tatsachen oder objektiven Pflichten für verfehlt zu halten. Auch der sog. Amoralismus steht wie auch jede metaethische Fehlertheorie grundsätzlich in Opposition zu realistischen ethischen Theorien, also auch zu „moralistischen“ ethischen Ansprüchen.